# Intelligent Systems
Intelligent Systems Co., Ltd. (株式会社インテリジェントシステムズ?, Kabushiki-Gaisha Interijento Shisutemuzu) è un'azienda di videogiochi giapponese, sviluppatore second-party strettamente affiliato a Nintendo. Nacque come gruppo di lavoro interno alla Nintendo e prese il nome Intelligent Systems nel 1986. È nota soprattutto per le serie Fire Emblem, Paper Mario e WarioWare.

## Storia
Intelligent Systems nacque negli anni Ottanta come costola della Nintendo, all'interno della sezione Nintendo Research & Development 1, dove inizialmente era un gruppo guidato da Tohru Narihito che convertiva i giochi dal formato giapponese Famicom alle cartucce NES. Nel 1986 ci furono rimescolamenti interni e il gruppo prese il nome di Intelligent Systems.
Come azienda fu costituita a dicembre 1986, con 13 soci fondatori, un capitale iniziale di 3,3 milioni di yen e due primi studi di sviluppo interni, Imadegawa Lab e Tanabe Lab.
Il primo gioco sviluppato quasi unicamente dal gruppo Intelligent Systems fu lo strategico Famicom Wars (1988). Fu un successo e diede inizio a una serie longeva, che però rimase limitata al Giappone fino all'uscita di Advance Wars (2001).
La serie probabilmente più rappresentativa di Intelligent Systems è Fire Emblem, un misto di gestione e di gioco di ruolo, che iniziò nel 1990 sul Famicom; anche questa serie si fece conoscere in Occidente solo molto tempo dopo.
Inizialmente il gruppo fu affiancato nello sviluppo da R&D1. Il primo titolo, Fire Emblem: Ankoku Ryū to Hikari no Tsurugi, fu poco apprezzato dalla critica, tuttavia col tempo recuperò grazie al successo di pubblico.
Nel 2000 sviluppò un altro titolo molto notevole, Paper Mario per Nintendo 64, potendo usufruire del più celebre personaggio della Nintendo, Mario. La sua particolare grafica fa sembrare i personaggi dei ritagli di carta. Pur non essendo il primo gioco di Mario con alcune meccaniche da videogioco di ruolo, le sfruttò più approfonditamente.
Oltre a diversi seguiti di Paper Mario, Intelligent Systems si occupò in varia misura di molti altri titoli di Mario e anche del suo rivale Wario.
Nel complesso l'azienda è stata molto produttiva, sviluppando per molte piattaforme e spaziando in molti generi. Oltre alle serie già citate, tra i vari generi si ricordano i precoci titoli sportivi (1983-1984) come Baseball e Golf; gli sparatutto come Wild Gunman e Battle Clash; i rompicapo come Devil World, Tetris Attack e Pokémon Puzzle Challenge; il simulatore di guida Mario Kart: Super Circuit; i giochi d'azione Metroid e Cubivore: Survival of the Fittest; altri strategici come Game Boy Wars e Dragon Quest Wars; altri GdR come Kaeru no tame ni kane wa naru e Trade & Battle: Card Hero.
In passato l'azienda ha progettato anche molti strumenti di sviluppo di Nintendo, per le sue console Super Nintendo, Game Boy Color, Game Boy Advance, Nintendo DS, Nintendo DSi, Nintendo 3DS.

## Videogiochi
| Gioco                                    | Data              | Piattaforma      | Note |
| ---------------------------------------- | ----------------- | ---------------- | --- |
| Fire Emblem: Ankoku Ryū to Hikari no Ken | 20/4/90           | NES              | Uscito solo in Giappone. Il primo episodio della saga di Fire Emblem. |
| Fire Emblem Gaiden                       | 14/3/92           | NES              | Uscito solo in Giappone. |
| Devil World                              | 5/10/84           | NES              | uscito solo in Giappone ed Europa |
| Wild Gunman                              | 18/10/85          | NES              | |
| Super Famicom Wars                       |                   | SNES             | Uscito solo in Giappone. È il seguito del gioco di strategia a turni uscito solo in Giappone. |
| Super Metroid                            |                   | SNES             | Il terzo intervento nella serie Metroid. (Pianificato da R&D1, programmato da Intelligent Systems) |
| Panel de Pon                             |                   | SNES             | Uscito solo in Giappone. Un puzzle game con una giovane ragazza di nome Lip. Fu pubblicato negli USA col nome Tetris Attack, e pubblicato di nuovo (solo in Giappone) nella Nintendo Puzzle Collection.                                                                                                |
| Tetris Attack                            |                   | SNES             | Adattamento americano di Panel de Pon, usando i personaggi di Super Mario World 2: Yoshi's Island. Protagonisti sono Yoshi e Baby Yoshi in vari rompicapi contro Bowser e i suoi seguaci per salvare i loro amici. (La versione per Game Boy fu pubblicata in Giappone col titolo "Yoshi no Panepon"). |
| Battle Clash                             |                   | SNES             | Noto come Space Bazooka in Giappone. Usa il Super Scope. |
| Fire Emblem: Monshō no Nazo              |                   | SNES             | Uscito solo in Giappone. Contiene un remake e un sequel del primo Fire Emblem. |
| Fire Emblem: Seisen no Keifu             |                   | SNES             | Uscito solo in Giappone. Contiene due generazioni di personaggi. |
| Fire Emblem: Thracia 776                 |                   | SNES             | Uscito solo in Giappone. L'ultimo episodio pubblicato per Super Famicon/SNES. Si svolge tra i capitoli 5 e 6 di Fire Emblem: Seisen no Keifu. |
| Metal Combat: Falcon's Revenge           |                   | SNES             | Il sequel di Battle Crash, che fu pubblicato solo in Nord America e Europa. |
| Paper Mario                              |                   | Nintendo 64      | Il quasi-sequel di Super Mario RPG: Legend of the Seven Stars, con un nuovo stile visivo improntato sul tema della carta, e nuove modalità di gioco. |
| Fire Emblem 64                           | Annullato         | Nintendo 64      | L'episodio di Fire Emblem su Nintendo 64. Non fu pubblicato nessuno screenshot, e venne annullato. |
| Paper Mario: Il portale millenario       |                   | GameCube         | Il secondo episodio della serie di Paper Mario. |
| Fire Emblem: Path of Radiance            |                   | GameCube         | Il nono episodio della serie Fire Emblem. |
| WarioWare, Inc.: Mega Party Game$        |                   | GameCube         | |
| Nintendo Puzzle Collection               |                   | GameCube         | (Panel de Pon) |
| Fire Emblem: Radiant Dawn                |                   | Wii              | Il decimo episodio della serie Fire Emblem. |
| WarioWare: Smooth Moves                  |                   | Wii              | Il quinto episodio della serie WarioWare. |
| Super Paper Mario                        |                   | Wii              | Il terzo episodio della serie Paper Mario. |
| Asobu! Made in Ore                       |                   | Wii              | Gioco WiiWare |
| Paper Mario: Color Splash                |                   | Wii U            | Il quinto episodio della serie Paper Mario. |
| Alleyway                                 | 21/4/89           | Game Boy         | Titolo di lancio. |
| Baseball                                 |                   | Game Boy         | Titolo di lancio. |
| Game Boy Wars                            |                   | Game Boy         | Uscito solo in Giappone. |
| Golf                                     |                   | Game Boy         | Titolo di lancio. |
| Kaeru no tame ni kane wa naru            |                   | Game Boy         | |
| Yakuman                                  |                   | Game Boy         | Titolo di lancio, uscito solo in Giappone. |
| Metroid 2: Return of Samus               |                   | Game Boy         | Secondo gioco pubblicato nella serie Metroid. Cronologicamente, il gioco avviene dopo gli eventi di Metroid Prime 3: Corruption. |
| Galactic Pinball                         |                   | Virtual Boy      | |
| Pokémon Puzzle Challenge                 |                   | Game Boy Color   | |
| Advance Wars                             |                   | Game Boy Advance | |
| Advance Wars 2: Black Hole Rising        |                   | Game Boy Advance | |
| WarioWare: Twisted!                      |                   | Game Boy Advance | |
| Fire Emblem: Fūin no Tsurugi             |                   | Game Boy Advance | Uscito solo in Giappone. |
| Fire Emblem                              |                   | Game Boy Advance | Primo gioco della serie Fire Emblem pubblicato fuori dal Giappone. |
| Fire Emblem: The Sacred Stones           |                   | Game Boy Advance | |
| Mario Kart Super Circuit                 |                   | Game Boy Advance | |
| Dr. Mario & Puzzle League                |                   | Game Boy Advance | |
| Advance Wars: Dual Strike                |                   | Nintendo DS      | Conosciuto come Famicon Wars DS in Giappone. |
| Advance Wars: Days of Ruin               |                   | Nintendo DS      | Conosciuto come Advance Wars: Dark Conflict in Europa e Australia |
| Light Speed Card Battle: Card Hero       |                   | Nintendo DS      | |
| Planet Puzzle League                     |                   | Nintendo DS      | |
| Dragon Quest Wars                        |                   | Nintendo DS      | |
| WarioWare: Touched!                      |                   | Nintendo DS      | |
| WarioWare D.I.Y.                         |                   | Nintendo DS      | |
| WarioWare: Snapped!                      |                   | Nintendo DS      | Pubblicato come titolo DSiWare |
| Fire Emblem: Shadow Dragon               |                   | Nintendo DS      | Remake di Fire Emblem: Ankoku Ryu to Hikari no Ken |
| Paper Mario: Sticker Star                | Dicembre 2012     | Nintendo 3DS     | quarto della serie Paper Mario |
| Fire Emblem: Awakening                   |                   | Nintendo 3DS     | Tredicesimo capitolo della serie Fire Emblem |
| Pullblox                                 |                   | Nintendo 3DS     | Disponibile unicamente sul Nintendo eShop |
| Fire Emblem: Fates                       |                   | Nintendo 3DS     | Quattordicesimo capitolo della serie Fire Emblem, con disponibile tre capitoli: Fire Emblem Fates: Conquista, Fire Emblem Fates: Retaggio e Fire Emblem Fates: Rivelazione. |
| Fire Emblem Echoes: Shadow of Valentia   |                   | Nintendo 3DS     | Quindicesimo e ultimo capitolo della serie Fire Emblem su Nintendo 3DS . Remake di Fire Emblem: Gaiden. |
| WarioWare Gold                           |                   | Nintendo 3DS     | Ottavo e unico gioco di WarioWare su 3DS. |
| Fire Emblem: Three Houses                | 26 luglio 2019    | Nintendo Switch  | |
| Paper Mario: The Origami King            | 17 luglio 2020    | Nintendo Switch  | sesto episodio della serie Paper Mario |
| WarioWare: Get It Together!              | 10 settembre 2021 | Nintendo Switch  | nono episodio della serie WarioWare |
| Fire Emblem: Engage                      | 20 gennaio 2023   | Nintendo Switch  | |
| WarioWare: Move It!                      | 2023              | Nintendo Switch  | decimo episodio della serie WarioWare |

## Hardware
- Super Game Boy
- Super Game Boy 2
- Game Boy Player
- Wide-Boy64